# Deutsch-kirgisische Beziehungen
Die deutsch-kirgisischen Beziehungen finden ihren Ursprung im 19. Jahrhundert und sind durch zahlreiche An- und Umsiedlungen geprägt. Bis zum heutigen Tage lebt eine deutsche Minderheit in Kirgisistan, die von der deutschen Regierung unterstützt und gefördert wird. Dies wirkt sich auch auf die generelle Entwicklung Kirgisistans aus.

## Geschichte
Die Gründung der vier deutschen Dörfer in Kirgisistan im Jahre 1882 war das erste Ereignis, welches einen bedeutenden Grundstein für die deutsch-kirgisische Beziehung legte. Damals wurden deutsche Bauern aus dem europäischen Teil des Russischen Zarenreiches nach Kirgisistan umgesiedelt. Inzwischen bezeichnet man dieses Geschehen als die erste der drei Wellen der deutschen An- und Umsiedlung.
1925 kam es zur zweiten Welle der Umsiedlung deutscher Mennoniten in das Tschüi-Tal, welches später in Rot-Front umbenannt wurde.
Während des Zweiten Weltkriegs erlebte Kirgisistan im Jahr 1941 eine dritte Einwanderungswelle der Deutschen, nachdem diese nach der Auflösung der Wolgadeutschen Republik nach Kasachstan deportiert wurden und in Kirgisistan nach Stalins Tod wegen des milderen politischen Klimas eine neue Heimat fanden. Ferner gab es zu dieser Zeit keine Einschränkungen bezüglich der Einreise und Ansiedlung in Kirgisistan.
1987 kam es durch den Druck der CDU / CSU und der FDP dazu, dass die UdSSR das Gesetz zur Auswanderung änderte und somit die Rückwanderung der Deutschen möglich wurde.
1989 lebten etwa noch 100.000 Deutschstämmige in Kirgisistan, acht Jahre später waren es noch 20.000.
Am 31. August 1991 erklärte Kirgisistan seine Unabhängigkeit von der sich bereits in Auflösung befindlichen Sowjetunion. Daraufhin begannen am 3. Februar 1992 die diplomatischen Beziehungen zwischen Deutschland und Kirgisistan und im September desselben Jahres wurde eine deutsche Botschaft in Bischkek eröffnet.
1992 war ein Jahr, in dem Kirgisistan bereits sehr aktiv war und Mitglied verschiedener Organisationen wurde, darunter beim Internationalen Währungsfonds (IWF), der Weltbank und der Vereinten Nationen (VN).
1993 unterschrieben die beiden Länder ein Kulturabkommen, welches neun Jahre später in Kraft trat und sich unter anderem als Grundlage der Zusammenarbeit im Bereich Bildung hervorhebt.
Im Januar 1995 wurde in der damaligen deutschen Hauptstadt Bonn die kirgisische Botschaft eröffnet. Als Berlin deutsche Hauptstadt wurde, zog die Botschaft 1999 dorthin um, behielt in Bonn jedoch eine Außenstelle und eröffnete ein kirgisisches Konsulat in Frankfurt am Main.
Seit dem 20. Dezember 1998 ist Kirgisistan Mitglied bei der World Trade Organisation (WTO).

## Wirtschaftliche Beziehungen
Die Handelsbeziehungen zwischen Deutschland und Kirgisistan halten sich eher im kleinen Rahmen, wobei Deutschland einen klaren Handelsbilanzüberschuss hat. 2014 exportierte Deutschland Waren im Wert von 81,9 Mio. Euro nach Kirgisistan. Dies ist ein Rückgang von ca. 5 Prozent im Vergleich zu 2013. Kirgisistan exportierte dagegen nur Güter im Wert von ca. 12,3 Millionen Euro im Jahre 2014. Beliebte Exportgüter aus Deutschland sind vor allem Fahrzeuge, Maschinen, Elektrotechnik und chemische Erzeugnisse, wie Medikamente oder Kosmetika. Kirgisistan exportiert vorwiegend landwirtschaftliche Produkte und Rohstoffe zu geringen Preisen.
Aus Sicht deutscher Firmen sind Investitionen in Kirgisistan wenig attraktiv. Politische Instabilität, mangelnde Rechtssicherheit sowie zunehmende Umwelt- und Klimaprobleme schaffen ungünstige Rahmenbedingungen für Investoren. Verbesserungen sind hier eher nicht zu erwarten. Bisher haben nur zwei Investoren nennenswerte Investitionen geleistet, die einen großen Beitrag zur Wirtschaftsentwicklung Kirgisistans beitragen.
Seit 1992 unterstützt die Bundesrepublik Deutschland Kirgisistan bei dessen Reformbemühungen. 1996 wurde zur Förderung der bilateralen Handelsbeziehung sowie zur Anziehung und zum Schutz von Investitionen die „Kirgisisch-deutsche Arbeitsgruppe für Handel und Investition“ gegründet. Die Arbeitsgruppe setzt sich aus dem deutschen Bundesministerium für Wirtschaft und Energie (BMWI) sowie dem kirgisischen Ministerium für Wirtschaft zusammen. Im Mai 2012 berieten sich die beiden Regierungen zur bilateralen Entwicklungszusammenarbeit und legten die Schwerpunkte auf eine „Nachhaltige Wirtschaftsentwicklung“ sowie eine „Reform im Gesundheitswesen“. Beides soll so ausgerichtet werden, dass die Zusammenarbeit in möglichen Konfliktbereichen effektiv wirkt. Dies soll vor allem durch die Förderung der Jugend und Förderung strukturell schwacher Räume geschehen. Diese Bemühungen tragen zur Erreichung des Projekts „Nachhaltigen Entwicklungsstrategie“ der Gesellschaft für Internationale Zusammenarbeit (GIZ), die unter anderem im Auftrag des Bundesministeriums für wirtschaftliche Zusammenarbeit und Entwicklung (BMZ) handeln, sowie zur Erreichung der Millenniumsziele der VN bei.
Generell kooperiert die kirgisische Republik im Handelsbereich mit dem BMWI, dem Ost-Ausschuss der Deutschen Wirtschaft sowie mit dem Auswärtigen Amt. Mit dem Beitritt Kirgisistans zur Eurasischen Wirtschaftsunion im Jahr 2015, mit Russland, Belarus, Kasachstan und Armenien als Partner (Stand: 2016), ergeben sich neue Herausforderungen aber auch Chancen für das wirtschaftsschwache Land. Die Bundesrepublik Deutschland ist nach Japan und den USA einer der Hauptinvestoren, bleibt aber als Handelspartner eher in einer untergeordneten Rolle. Ausbaufähige Sektoren für die Handelsbeziehungen sind beispielsweise Elektrizitätswirtschaft, Erzindustrie, Landwirtschaft und Tourismus.

## Politische Beziehungen

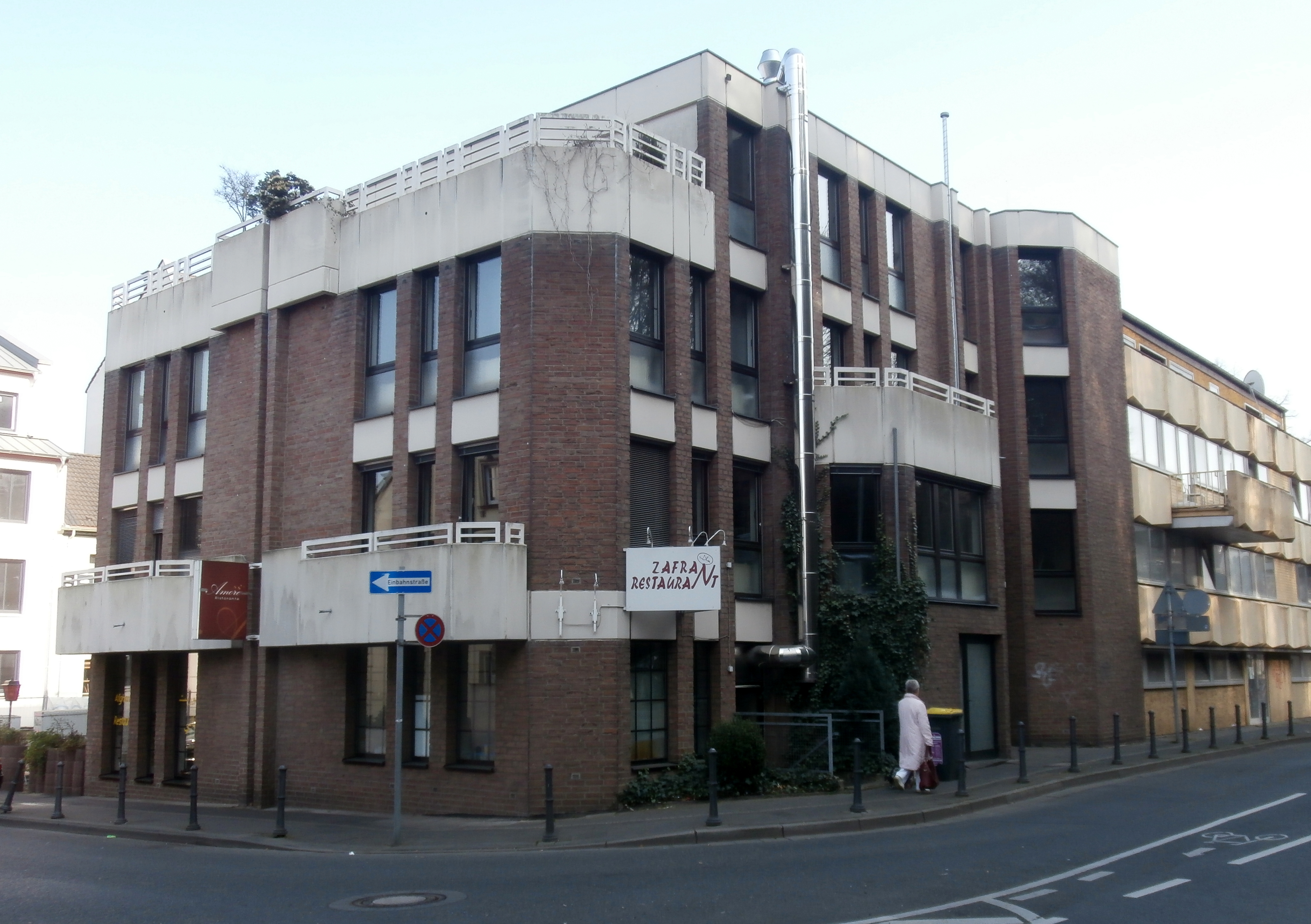
Außenstelle der Botschaft der Kirgisischen Republik in Bonn

Im Gegensatz zur stagnierenden Wirtschaftsbeziehung sind die politischen Beziehungen zwischen Deutschland und Kirgisistan historisch durch die deutsche Minderheit in Kirgisistan geprägt und der politische Dialog wird regelmäßig aufgenommen und gepflegt. Deutschland war das erste Land, das nach der Unabhängigkeit Kirgisistans 1991 die diplomatischen Beziehungen aufbaute. Im selben Jahr eröffnete auch die deutsche diplomatische Vertretung in Kirgisistan, die bis heute die erste vollständig ausgebaute EU-Botschaft ist. Damit ist Deutschland Kirgisistans wichtigster Partner in der EU.
Deutschland unterstützt die ca. 8.000 verbliebenen Deutschstämmigen in Kirgisistan, deren Sicherung der Zukunftsperspektive auch ein wichtiger Teil der Grundsatzerklärung zwischen Kirgisistan und Deutschland vom 4. Juli 1992 war.
Die Regierung Kirgisistans arbeitet eng mit diversen politischen Stiftungen aus Deutschland zusammen. So ist zum Beispiel seit 1992 die Friedrich-Ebert-Stiftung als größte, deutsche politische Stiftung für Demokratieförderung, soziale Gerechtigkeit und internationale Verständigung in Kirgisistan tätig. Die Stiftung bemüht sich, die demokratische, politische Kultur zu fördern, den regionalen Dialog zu gesellschaftspolitischen Fragestellungen zu intensivieren und das Interesse am Modell der europäischen Integration zu fördern. Auch die Konrad-Adenauer-Stiftung ist seit 1996 in Kirgisistan aktiv und setzt sich für die Förderung von Demokratie, Rechtsstaatlichkeit und sozialer Marktwirtschaft ein. Seit 2002 ist auch die Hanns-Seidel-Stiftung mit ihrem Projekt „Management und Verwaltungsförderung in ausgewählten Ländern Zentralasiens“ aktiv. Die Stiftung bietet Stipendienprogramme für junge Fach- und Führungskräfte an, die in 12- bis 24-monatigen Magisterstudiengängen ausgebildet werden.
Im Rahmen des Staatsbesuches des kirgisischen Vize-Premierministers Walerij Dill im November 2014, suchte dieser auch ein Gespräch mit den Vertretern der deutschen Wirtschaft. Unter Leitung des Ost-Ausschusses wurden Geschäftsmöglichkeiten im Bereich des Bergbaus, der Wasserkraft und der Bauindustrie erörtert. Auch der Präsident Almabesk Atambaev nutzte seinen Staatsbesuch am 1. April 2015, um das Gespräch mit Bundeskanzlerin Angela Merkel und Bundespräsident Joachim Gauck zu suchen. Im Mai 2015 fand eine Delegationsreise nach Tadschikistan und Kirgisistan statt. Neben der Teilnahme am Tag der deutschen Wirtschaft in Bischkek, fanden politische Gespräche mit Atambaev statt.

## Förderung und Unterstützung Kirgisistans durch Deutschland
Neben den Millenniumszielen gibt es auch andere Projekte, mit denen Deutschland Kirgisistan und den verschiedensten Bereichen unterstützt und fördert. Das Gesamtvolumen seit 1993 beläuft sich auf fast 300 Millionen Euro. Demnach ist die Bundesrepublik Deutschland nach Japan und den USA der drittgrößte bilaterale Geber. Die Bundesrepublik beteiligt sich darüber hinaus auch mit großen Mitteln an Programmen multilateraler Institutionen, wie solche der Weltbank, der EU-Kommission oder die KfW-Entwicklungsbank.

### Wirtschaftliche und politische Unterstützung
Um die landesweite Armut zu senken, sind wirtschaftliche Stabilisierung, Strukturreformen und Abbau der Schulden nötig. Viele dieser Projekte werden durch die GIZ durchgeführt, die im Auftrag vom BMZ, des Auswärtigen Amtes, des BMWI oder der EU arbeitet und somit einen großen Beitrag zur Förderung der Privatwirtschaft und Beratung im Mikrofinanz- und Rohstoffsektor leistet. Auch der Kampf gegen den Drogenkonsum und -handel sowie die Unterstützung der deutschen Minderheit ist Teil der Projekte.
Generell kann man die Projekte in zwei Bereiche unterteilen. Zum einen gibt es die finanziellen Förderungen, deren Schwerpunkt auf zwei Bereichen liegt. Der Mikrofinanzsektor soll erstens in ländlichen Gebieten ausgebaut werden und zweitens soll das nationale Gesundheitsprogramm durch Beteiligung mehrerer internationaler Investoren gefördert werden.
Zum anderen gibt es die technische Zusammenarbeit, ein Programm zur Förderung nachhaltiger Wirtschaftsentwicklung unter Berücksichtigung der „Green Economy“ und zur beruflichen Bildung. In Zusammenarbeit mit der Privatwirtschaft sollen Rahmenbedingungen sowie andere Faktoren der Wettbewerbsfähigkeit eine einkommens- und beschäftigungswirksame Strukturreform begünstigen. Kirgisistan wird auch durch regionale Projekte beraten, wie beispielsweise „Unterstützung von Rechts- und Justizreform in Zentralasien“ und das Projekt zur „Förderung der Grundbildung“, um ein höheres Einkommen sowie mehr Beschäftigung in Kirgisistan zu schaffen. Bekleidungsunternehmen werden dementsprechend beraten, wie sie effizienter produzieren können und wie sie ihre Produktion an die Nachfrage des internationalen Marktes anpassen können. Bei der Trinkwasser-, Rindfleisch-, Obst- und Heilkräuterproduktion wird der Schwerpunkt vor allem auf die Steigerung von Qualität und Produktmenge gelegt.

Die geförderten Unternehmen nehmen an internationalen Messen teil, wie beispielsweise die „Grüne Woche“ in Berlin oder die Messe für Bioprodukte „BIOFACH“ in Nürnberg.
Die Auswirkungen der Unterstützung sind beachtlich. Mehr als 5.000 Bauern (davon ca. die Hälfte Frauen) konnten ihr Einkommen in den letzten Jahren um ca. 42 Prozent steigern. Unternehmen im Sektor der Bekleidung, Verarbeitung und Mineralwasser konnten ihren Gewinn um 24 Prozent erhöhen und vielen weitere Unternehmen eröffneten sich Exportmärkte. So konnten 2011 ungefähr 550 Bauern 20 t getrockneten Baldrian an den deutschen Arzneimittelhersteller Dr. Willmar Schwabe GmbH & Co. KG liefern. Es ist anzunehmen, dass sich dieser Wert in den nächsten Jahren erhöhen wird.

### Kulturelle Unterstützung
Es gibt einen sehr aktiven anerkannten deutsch-kirgisischen Kulturverein in Berlin und Zusammenarbeiten von Hochschulen und Universitäten der beiden Länder. Mit der Initiative „Schulen – Partner der Zukunft“, geleitet durch die Zentralstelle für das Auslandsschulwesen (ZfA) und das Goethe-Institut werden 8 Schulen in unterschiedlichen Teilen Kirgisistans unterstützt. Dort wird Deutsch als Fremdsprache durch teilweise deutsche Lehrer unterrichtet und an einigen Schulen ist es möglich, das Deutsche Sprachdiplom II zu erlangen.
Besonders Ausbildungen in den Bereichen Technik, Militär, Bau- und Transportwesen, Landwirtschaft sind zu nennen, in denen kirgisische Hochschulen und Universitäten Unterstützung von deutschen Partnerschulen erhalten.
Zudem ist der Deutsche Akademische Austauschdienst (DAAD) in Bischkek vertreten und sorgt für einen regelmäßigen Austausch. Der DAAD vergibt Stipendien an Studenten und Lehrkörper. Seit 1992 kamen mehr als 800 studentische Austausche von Kirgisistan nach Deutschland zustande.
In Bischkek steht seit 2001 das Sprachlernzentrum, das Deutschkurse von A1 (Anfänger) bis C1 (Fortgeschrittene) anbietet und mit über 800 Kursteilnehmern jedes Jahr das größte Sprachzentrum in Zentralasien ist.
Auch im Bereich Medien wird Kirgisistan von Deutschland unterstützt. Beispielsweise arbeitet seit den 1990er Jahren die Deutsche Welle Akademie in der Medienentwicklung mit und bildet seit 2010 in Zusammenarbeit mit der OSZE-Akademie Journalisten aus.
Neben der Bildung hat die kulturelle Zusammenarbeit auch einen Fokus auf die Gesundheit gelegt, was teilweise bereits durch die Millenniumsziele nicht nur für Kirgisistan, sondern für viele Entwicklungsländer festgelegt wurde.
Im Zuge dessen und mit enger Zusammenarbeit zwischen Deutschland und anderen Gebern werden Projekte mit finanziellen Mitteln, aber auch durch Material und Wissen unterstützt. Es werden Programme entwickelt, die der Bevölkerung helfen und zur Aufklärung und zur Prävention von übertragbaren Krankheiten beitragen. Medizinische als auch soziale Assistenz bei beispielsweise AIDS/HIV, Tuberkulose oder Versorgung während der Schwangerschaft und nach der Geburt können so sichergestellt und weiterentwickelt werden.

## Länderprofile
|                                         | Deutschland                                  | Kirgisistan               |
| Hauptstadt                              | Berlin                                       | Bischkek                  |
| Einwohnerzahl                           | 80.889.505                                   | 6.105.000                 |
| Landesfläche                            | 357.170 km²                                  | 199.949 km²               |
| Staatsform                              | Demokratische, repräsentative Bundesrepublik | Parlamentarische Republik |
| Präsident (Stand 2023)                  | Frank-Walter Steinmeier                      | Sadyr Dschaparow          |
| Regierungschef (Stand 2023)             | Olaf Scholz                                  | Akylbek Dschaparow        |
| HDI-Rang                                | 6. / 188                                     | 120. / 188                |
| Währung                                 | EUR – Euro – €                               | KGS – Som                 |
| Bruttonationaleinkommen pro Jahr in USD | 3.853.623.454.716                            | 7.318.025.690             |
| Wirtschaftswachstum pro Jahr            | 1,6 %                                        | 3,61 %                    |
| BIP, lauf. Preise in MRD USD            | 3.874,4                                      | 7,4                       |
|                                         | Stand 2014                                   | Stand 2014                |